# Schrittmacher (Radsport)

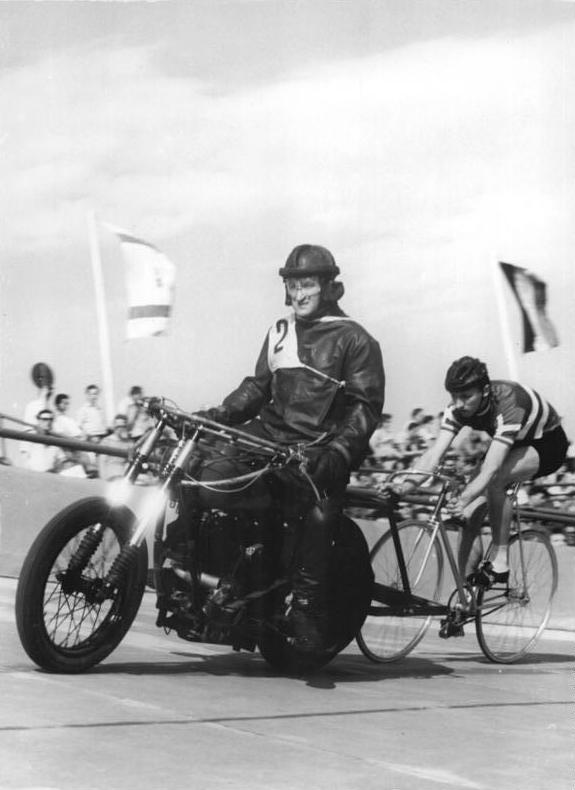
Steherrennen auf der Radrennbahn Weißensee, 1958

Der französische Stehermeister Paul Bourotte hinter einem Fünferrad (Quintuplet) als Schrittmacher, 1897

Als Schrittmacher wird im Radsport der vorausfahrende Teil des Gespanns bei Steher- oder Dernyrennen bezeichnet.

## Geschichte
Ursprünglich wurden als „Schrittmacher“ mehrsitzige Fahrräder benutzt, sogenannte Trip-, Quadrup-, Quintup- und Sextuplets, um Radrennen ab den 1880er-Jahren schneller zu machen. Motorisierte Schrittmachermaschinen kamen erstmals bei den Bahn-Radweltmeisterschaften 1899 in Montreal zum Einsatz. Ende der 1890er-Jahre kamen sogar Elektro-Tandems zum Einsatz, aber auch Motor-Tandems. Frühe Schrittmachermaschinen waren zumeist eigene Konstruktionen, die in Zusammenarbeit von Unternehmen, Rennfahrern und Schrittmachern entstanden.
Rechtlich gesehen sind Schrittmacher Angestellte ihres jeweiligen Fahrers, bei Meisterschaften werden sie jedoch mitgeehrt, sodass ein niederländischer Schrittmacher deutscher Meister werden kann. 1973, anlässlich der UCI-Bahn-Weltmeisterschaften 1973 in San Sebastián, wollte die Union Cycliste Internationale (UCI) (Weltradsport-Verband) dies ändern und festlegen, dass Schrittmacher und Steher dieselbe Staatsangehörigkeit haben müssten. Dem niederländischen Schrittmacher Bruno Walrave wurde es damit verwehrt, seinen gemeinsam mit dem Nürnberger Amateursteher Horst Gnas 1971 und 1972 errungenen Weltmeistertitel zu verteidigen.
Walrave und sein niederländischer Kollege Norbert Koch sahen sich durch diese Regelung in ihrem Recht auf freie Ausübung ihrer Tätigkeit innerhalb der Europäischen Wirtschaftsgemeinschaft (EWG) behindert. Die Entscheidung des Europäischen Gerichtshofes (EuGH) vom 12. Dezember 1974 in der Rechtssache 36–74 zugunsten von Walrave und Koch ist neben anderen auch Grundlage der sogenannten „Bosman-Entscheidung“ aus dem Jahr 1995.

## Technik
Bereits im April 1898 wurde auf der Radrennbahn am Kurfürstendamm in Berlin die erste mechanisch betriebene Schrittmachermaschine mit elektrischem Antrieb ausprobiert. Auf diesem Dreisitzer traten dabei die Schrittmacher selbst noch in die Pedale. Die in Frankreich entwickelte Maschine hatte ein Gewicht von knapp 11 Zentnern und verschwand nach einigen Versuchen wieder von der Bahn. Eine der ersten Schrittmachermaschinen war das De-Dion-Bouton-Motordreirad, das um 1900 als Führungsmaschine „erprobt“ wurde. Versuche mit der Bête de Vitesse sind für 1905 belegt, ab 1907 kamen V2-Motoren u. a. von Laurin & Klement zum Einsatz und 1909 selbst die W3 von Alessandro Anzani. 
1938 wurde zum ersten Mal ein Zweitaktmotor in einer Schrittmachermaschine eingesetzt. Die von Roger Derny in Vichy entwickelte Derny wird bis heute bei Sechstagerennen und Keirin eingesetzt.
Schrittmachermaschinen sind umgebaute Motorräder, die auf Serienmaschinen basieren. Die Besonderheiten sind die Sattelkonstruktion, die Fußrasten, der Lenker und das Rollengestell. Die Rolle dient dazu, jedem Fahrer (Steher) den gleichen Abstand zum Schrittmacher (und somit den gleichen Windschatten) sowie ein nötiges Maß an Sicherheit zu garantieren. Die Sitzbank wird entfernt und durch einen Dreiecks-Sattel ersetzt. Dieser ist schräg gestellt und höher angebracht als die normale Sitzbank. Dies und der Speziallenker sowie die speziellen Fußrasten ermöglichen es dem Schrittmacher, auf der Maschine eine stehende Position einzunehmen. Der Begriff „Steher“ hat damit allerdings nichts zu tun, sondern beruht auf dem englischen, aus dem Reitsport kommenden Begriff stayer für ein Pferd mit Stehvermögen.
Der Steher fährt frei hinter der Schrittmachermaschine. Er ist in keiner Weise mit ihr verbunden. Er bewegt sich lediglich durch seine eigene Beinkraft fort. Am Hintergestell der Schrittmachermaschine ist die sich frei drehende Rolle montiert, die den notwendigen Abstand des Stehers zum Motorrad garantiert; sie dient der Sicherheit der Steher, indem sie ein Anfahren des Stehers an das Hinterrad des Schrittmachers verhindert. Je größer der Abstand der Rolle, desto geringer die Geschwindigkeit, denn dadurch wird der Steher aus dem Windschatten der Schrittmachermaschine nach hinten geschoben. Vorschrift wurde die Schutzrolle nach der Rennbahnkatastrophe von Berlin auf der Radrennbahn „Botanischer Garten“ am 18. Juli 1909, bei der neun Zuschauer tödlich verletzt und über 40 Menschen schwer verletzt wurden.
In der Anfangszeit der Steherrennen versuchten Schrittmacher durch Anbauten an die Motorräder und durch ihre Kluft den Windschatten für den Fahrer zu vergrößern (siehe Foto von Bruno Demke, unten). Das ist heutzutage verboten. Die Schrittmacher tragen bei Rennen eine einheitliche Lederkluft, die in der Regel schwarz ist, weshalb sie in der Schweiz Cholesack genannt werden.
Das Steherrennen ist eine der schwierigsten Leistungssportarten. Dabei werden Geschwindigkeiten von teilweise über 100 km/h erzielt und über längere Abschnitte gehalten. Steherrennen gehen über Distanzen bis zu 100 km. Die Verständigung zwischen Steher und Schrittmacher erfolgt durch international festgelegte Rufzeichen. Die Erfahrung und das taktische Geschick des Schrittmachers können rennentscheidend sein.

Schrittmachermaschine von Oscar Hedstrom, 1900
Steher Bruno Demke mit Schrittmacher (ca. 1905)
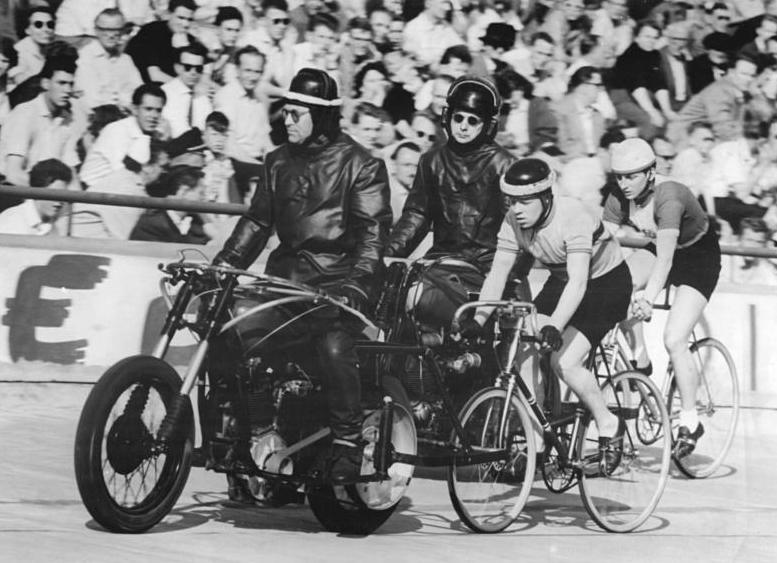
Steherrennen 1958 auf der Radrennbahn in Berlin-Weißensee
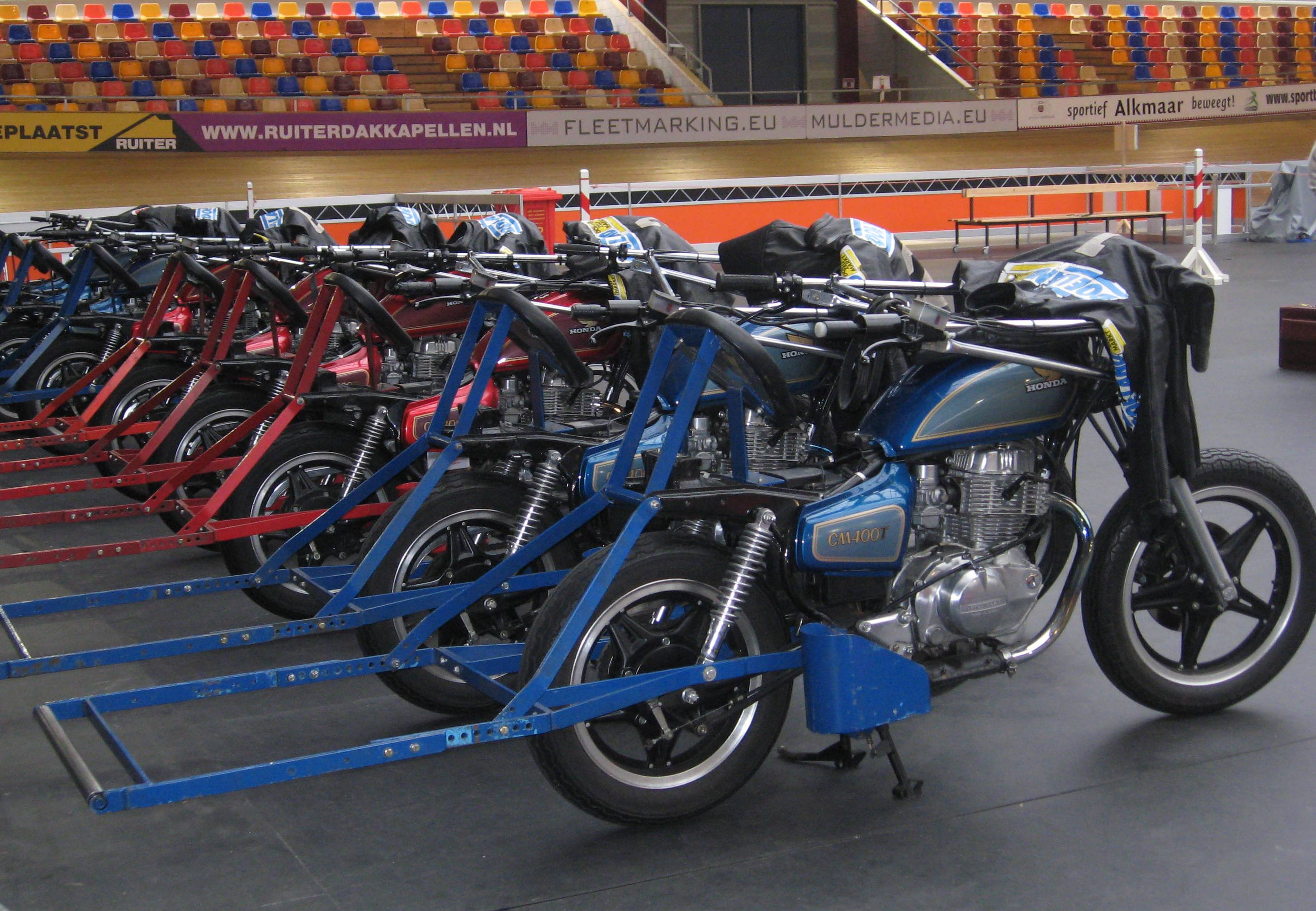
Schrittmachermaschinen bei der Steher-EM 2007 in Alkmaar
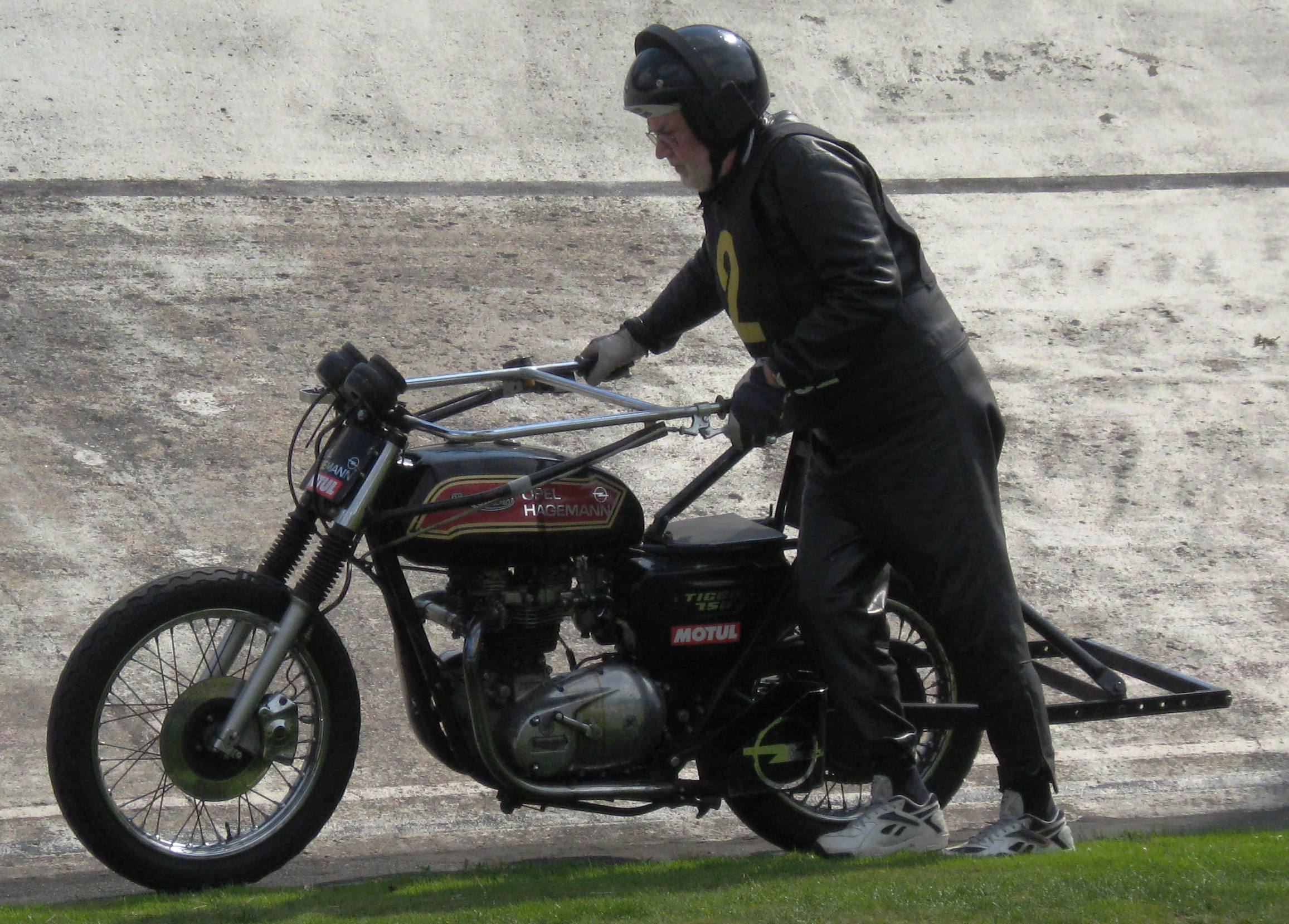
Schrittmachermaschine mit Dieter Durst
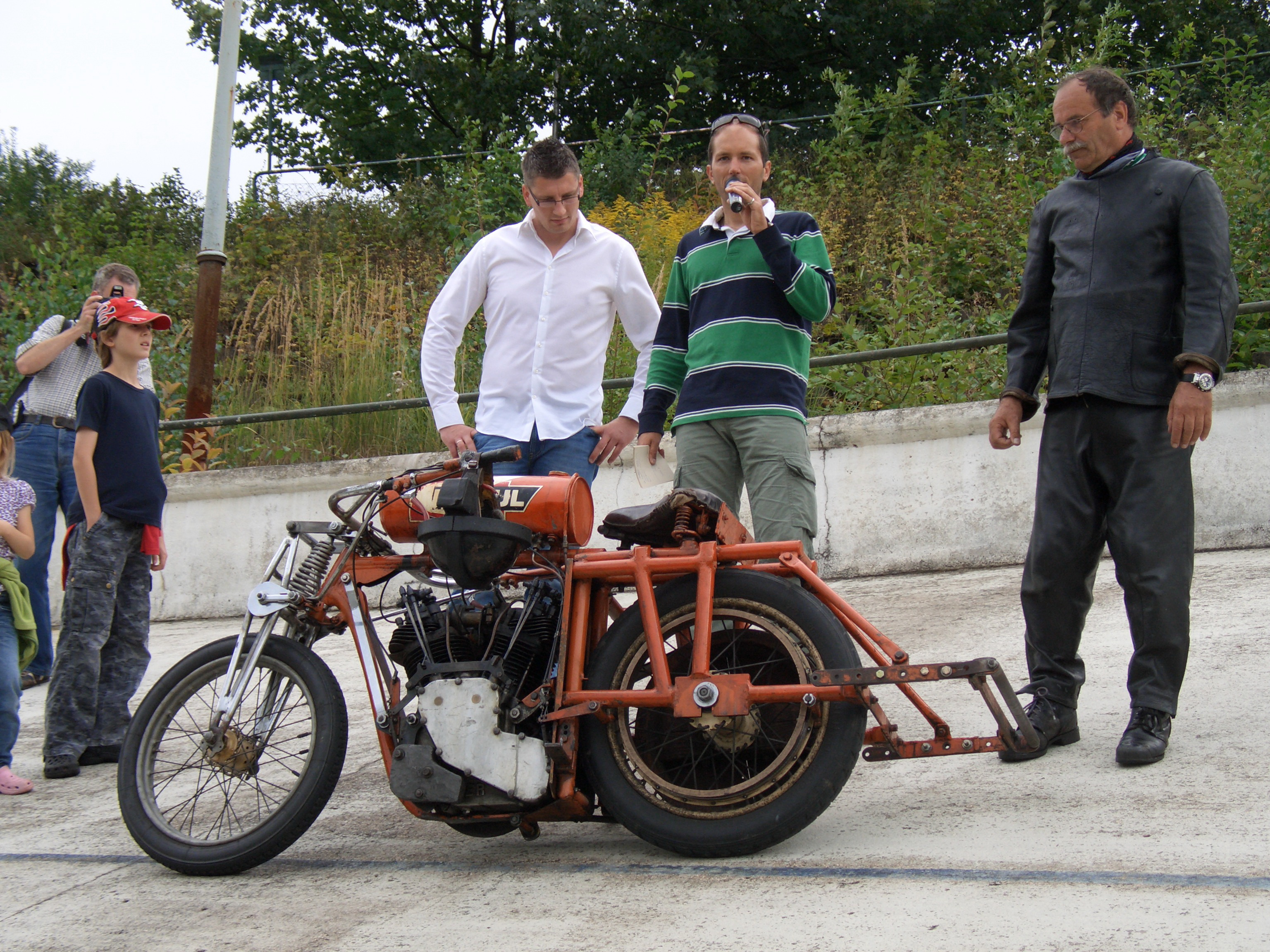
Schrittmachermaschine auf der Radrennbahn Bielefeld
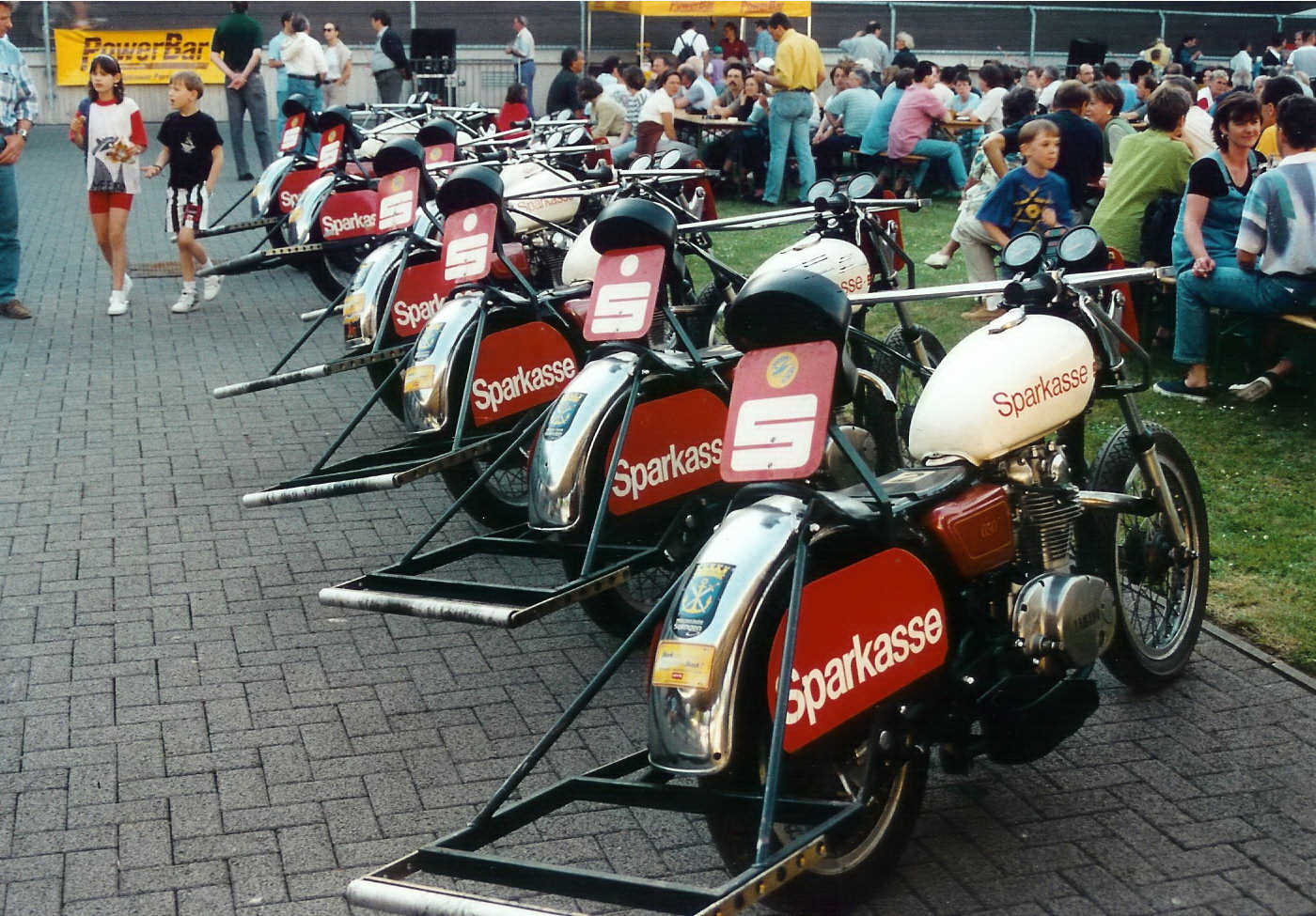
Schrittmacher-Motorräder im Radstadion Köln